# 広瀬梨子
広瀬 梨子（ひろせ りこ、女性、1989年8月19日 - ）は、東京都出身のグラビアアイドル。ジールアソシエイツ所属。

## 出演

### DVD
- 1st「スタートライン」M.B.D.メディアブランド　2013年05月24日発売
- 2nd「混浴気分vol.4〜リコピンと密着露天風呂巡り〜」オルスタックピクチャーズ　2013年08月27日発売
- 3rd「スケッチラブ〜笑顔とセクシーのスケッチ〜」グラッソ　2013年10月25日発売
- 4th「SEXYワールド」竹書房　2014年03月22日発売
- 5th「もぎたて果実」スパイスビジュアル　2014年6月27日発売

### 雑誌
- 週刊プレイボーイ
- 週刊大衆
- 週刊実話
- EX MAX！SPECIAL
- 月刊CAPA
- 月刊コミックアーススター
- 東京スポーツ新聞

### 舞台
- 神保町花月「清掃開始！」涼子 役
- 神保町花月「夏だから。夏こそは。夏なのに。」渚 役
- 神保町花月「ぶす」ゆみこ 役
- 神保町花月「脳梁」ちかこ 役

### TV
- MONDO TV「アイドル潜入捜査」
- CSテレ朝チャンネル1「指原24時間テレビブー子は地球を救う」（2014年5月29日～30日）

### インターネットTV
- あっ！とおどろく放送局 - 「神保町花月アワー」MC (2009/6～2010/7)
- ちゃんねるロゴス -「ねりまだいこんのねりまのネ」アシスタント (2012/9〜2013/6)

### コンテスト
- TSUTAYAプリンセス2013 ファイナリスト